# Nick Zano

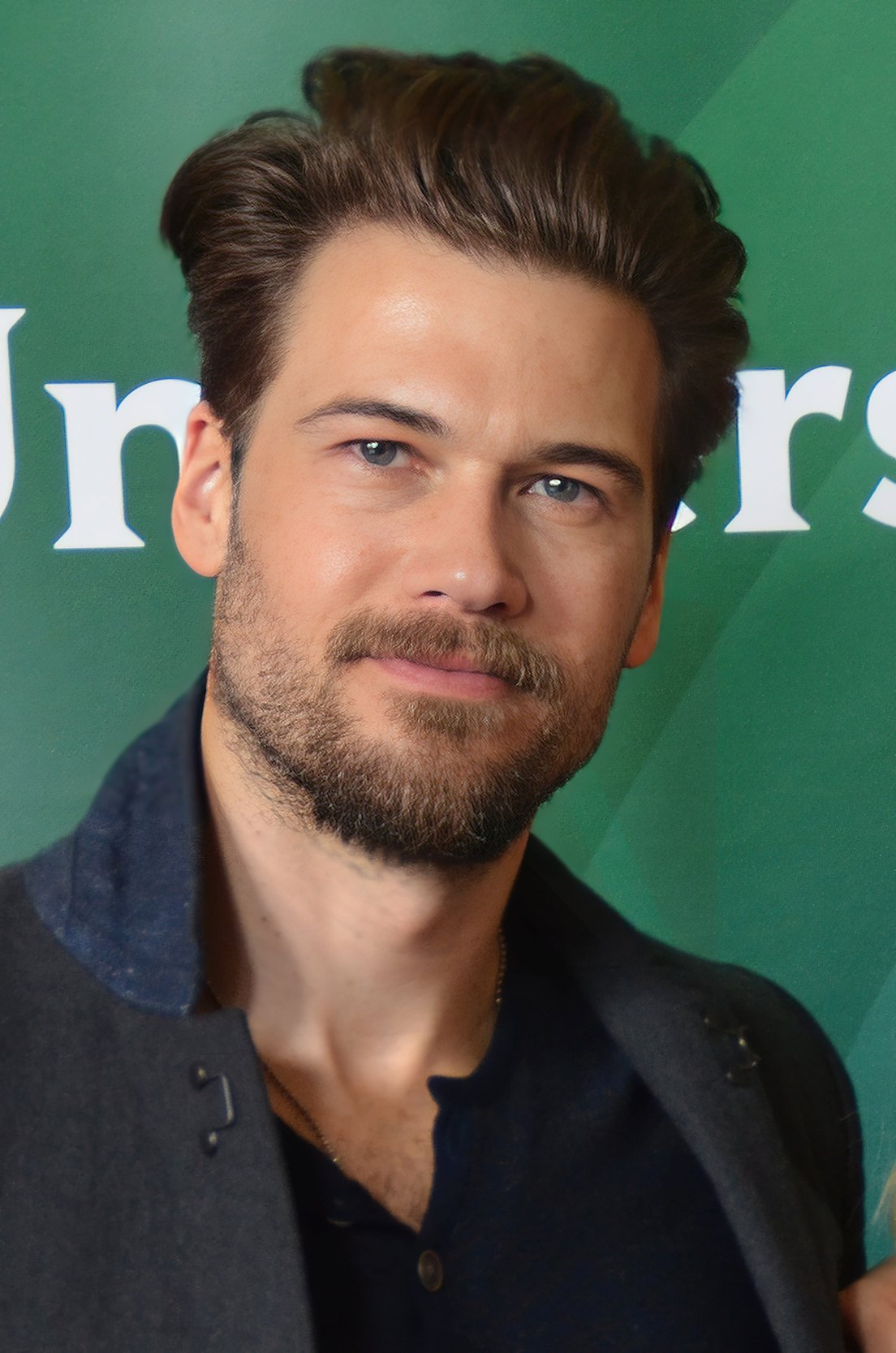
Nick Zano (2015)

Nick Zano (* 8. März 1978 in Nutley, New Jersey) ist ein US-amerikanischer Schauspieler.

## Leben und Karriere
Nick Zano wurde in Nutley geboren. Er hat sizilianische und irische Vorfahren. Seine Kindheit verbrachte er in Florida. Ursprünglich wollte Zano zur United States Navy gehen, zog aber nach seinem Abschluss nach Los Angeles. Nachdem er sich schließlich für die Schauspielerei entschieden hatte, arbeitete er dort zunächst für den Musikfernsehsender MTV und übernahm kleinere Rollen in Filmen und Fernsehserien.
Von 2003 bis 2006 verkörperte er die Rolle des Vince in der Fernsehserie Hallo Holly, wodurch er größere Popularität erlangte und weitere Filmangebote erhielt. Im Jahr 2004 erhielt Zano eine Rolle in dem Film Fat Albert und war 2005 unter anderem in Everything You Want zu sehen. In dem Horror-Thriller Final Destination 4 spielte er eine der Hauptrollen. Des Weiteren hatte er Auftritte in One Tree Hill, Eine himmlische Familie, Cougar Town, Melrose Place, The Secret Life of the American Teenager, Drop Dead Diva und 90210. Seit dem Jahr 2011 hat er eine wiederkehrende Rolle als Johnny in 2 Broke Girls. Außerdem spielte er von 2012 bis 2013 in acht Folgen die Rolle des Pete in Happy Endings. 2015 war er in der Comedyserie One Big Happy zu sehen. Seine längste Rolle hatte Zano als Dr. Nate Heywood in der The-CW-Science-Fiction-Serie Legends of Tomorrow, die er von der zweiten bis zur siebten Staffel (2016 bis 2022) spielte. Im Finale der siebten Staffel stieg er aus.
Zano war knapp drei Jahre mit Kat Dennings liiert, in deren Sitcom 2 Broke Girls er auch eine Nebenrolle innehatte.

## Filmografie (Auswahl)

### Als Schauspieler
- 2002: Catch Me If You Can
- 2003–2006: Hallo Holly (What I like about you, Fernsehserie, 54 Folgen)
- 2003: Sweet Potato Queens
- 2004: Fat Albert
- 2005: Everything You Want
- 2007: Eine himmlische Familie (7th Heaven, Fernsehserie, 3 Folgen)
- 2007: My Sexiest Year
- 2008: Ernesto
- 2008: College
- 2008: Beverly Hills Chihuahua
- 2008: Joy Ride 2: Dead Ahead
- 2009: Operating Instructions
- 2009: Final Destination 4 (The Final Destination)
- 2009: Cougar Town (Fernsehserie, 5 Folgen)
- 2010: Melrose Place (Fernsehserie, 5 Folgen)
- 2010: The Secret Life of the American Teenager (Fernsehserie, Folge 3x12)
- 2011: Drop Dead Diva (Fernsehserie, Folge 3x01)
- 2011: Santa … verzweifelt gesucht (Desperately Seeking Santa)
- 2011–2012: 2 Broke Girls (Fernsehserie, 10 Folgen)
- 2012: 90210 (Fernsehserie, 6 Folgen)
- 2012–2013: Happy Endings (Fernsehserie, 8 Folgen)
- 2014: Mom (Fernsehserie, 2 Folgen)
- 2014: Friends with Better Lives (Fernsehserie, Folge 1x04)
- 2015: One Big Happy (Fernsehserie, 6 Folgen)
- 2015: Minority Report (Fernsehserie, 10 Folgen)
- 2016–2022: Legends of Tomorrow (Fernsehserie, 94 Folgen)
- 2016: Arrow (Fernsehserie, Folge 5x08)
- 2023: Völlig zerstört (Obliterated, Fernsehserie)

### Als Produzent
- 2006: Why Can’t I Be You? (Fernsehserie, 6 Folgen)

### Als er selbst
- 2002: MTV Video Music Awards Opening Act
- 2002–2003: MTV News
- 2003: Pepsi Smash
- 2004: The Sharon Osbourne Show
- 2004: Movie House
- 2005: One Tree Hill (Folge 2x16)
- 2006: Why Can’t I Be You?
- 2009: Up Close with Carrie Keagan
- 2010: Body Count: The Deaths of The Final Destination